# Jadwiga Markowa
Jadwiga Markowa z Grycmanów (ur. 15 września 1885 w Starych Gliwicach, zm. 6 lub w nocy z 7 na 8 września 1939 w Nowym Bytomiu) – polska działaczka podczas plebiscytu na Górnym Śląsku, działaczka społeczna.

## Życiorys
Urodziła się 15 września 1885 roku w Starych Gliwicach w rodzinie hutnika Jana Grycmana i Marty Strzewiczek. W 1899 roku ukończyła szkołę ludową w Gliwicach, w której jedynie lekcje religii prowadzono po polsku. Matka nauczyła ją czytać i pisać po polsku, jako pomocy edukacyjnej używając katolickiego modlitewnika. Wpoiła jej także wartości patriotyczne.
Po zakończeniu edukacji Jadwiga pracowała w pobliskiej hucie „Hermina”. Wstąpiła do polskiego Towarzystwa Śpiewaczego „Harmonia” i Towarzystwa Polek w Gliwicach, zaczęła również organizować pielgrzymki do Piekar, Częstochowy i do klasztoru na Górze św. Anny. W hucie „Hermina” pracował jej przyszły mąż, polski działacz Wincenty Marek. Para pobrała się 5 listopada 1904 roku w Łabędach. Dziesięć lat później małżeństwo przeniosło się do Gliwic, gdzie mieszkało do 1921 roku. W tym okresie para adoptowała siostrzenicę Wincentego, Annę Garus. Małżeństwo nie miało własnych dzieci.
W latach 1920–1921 Jadwiga należała do zespołu Polskiego Komitetu Plebiscytowego w Gliwicach, a po wybuchu III powstania śląskiego wstąpiła do 4 Gliwickiego Pułku Piechoty pod dowództwem Stanisława Mastalerza, prowadząc kuchnię dla walczących.
Po podziale Śląska Gliwice przypadły stronie niemieckiej. Ze względu na szykany – małżeństwu wybito szyby w oknach, a Wincentego pobito – Markowie przenieśli się do polskiego Nowego Bytomia, współcześnie dzielnicy Rudy Śląskiej. W nowym miejscu Jadwiga zaangażowała się w sprawy społeczne: współorganizowała Koło Polek przy Związku Uchodźców Polskich (później: Towarzystwo Polek), lokalny hufiec ZHP oraz Koło Przyjaciół Harcerstwa. Dzięki staraniom Jadwigi do Towarzystwa Polek przystąpiło z czasem ponad 1000 członkiń. Agitowała na rzecz zapisywania dzieci do polskich szkół i doprowadziła do zamknięcia ostatniej niemieckojęzycznej szkoły na terenie Nowego Bytomia i Wirka, założyła także ochronkę dla dzieci. W pierwszej połowie lat 30. zarządzała kuchnią dla bezrobotnych, którym także pomagała znaleźć pracę w hucie „Pokój”. Była radną w Miejskiej Radzie Narodowej. Przyznano jej Srebrny i Złoty Krzyż Zasługi. Złotym Krzyżem Zasługi miała być udekorowana w dniu urodzin, ale wybuch wojny przekreślił te plany.
Od sierpnia do 2 września 1939 roku prowadziła kuchnię dla oddziałów Wojska Polskiego przebywających w okolicy, z którymi 3 września ewakuowała się w stronę Mysłowic. Trzy dni później wróciła do Nowego Bytomia, który był już zajęty przez Niemców. Tego samego dnia została aresztowana przez członków Freikorps, którzy w jej domu szukali broni. Zamiast broni znaleźli sztandar Towarzystwa Polek, na którym widniała Matka Boska Częstochowska i orzeł biały. Kazano jej przejść boso ulicami miasta ze sztandarem, po czym sztandar publicznie spalono. Markową więziono w piwnicy „Starej Apteki”, poddając ją torturom. Zmarła od ciosów zadanych cegłami. W relacji świadków wydarzyło się to w nocy z 7 na 8 września, z kolei według źródeł niemieckich zmarła dzień wcześniej. Jej szczątki znaleziono w dole w okolicy domu kultury Huty „Pokój”. Ekshumowano je we wrześniu 1945 roku. 15 września odprawiono jej i innym ofiarom uroczysty  pogrzeb i pochowano w grobie masowym, w którym spoczywają szczątki Piotra Niedurnego i powstańców śląskich.

## Ordery i odznaczenia
- Złoty Krzyż Zasługi
- Srebrny Krzyż Zasługi (dwukrotnie: po raz drugi 6 maja 1939[5])

## Upamiętnienie
Jednej z ulic w Rudzie Śląskiej nadano imię Jadwigi Markowej, a miejsce, w którym po raz pierwszy spoczęły jej szczątki, oznaczono tablicą pamiątkową, którą postawiono 28 lipca 1946 roku. Jej imię przyjęły także lokalne struktury harcerskie.
Była jedną z 30 bohaterek wystawy „60 na 100. SĄSIADKI. Głosem Kobiet o powstaniach śląskich i plebiscycie” powstałej w 2019 i opowiadającej o roli kobiet w śląskich zrywach powstańczych i akcji plebiscytowej. Koncepcję wystawy, scenariusz i materiały przygotowała Małgorzata Tkacz-Janik, a grafiki Marta Frej.